# TsUM Kyiv
 (juillet 2025).

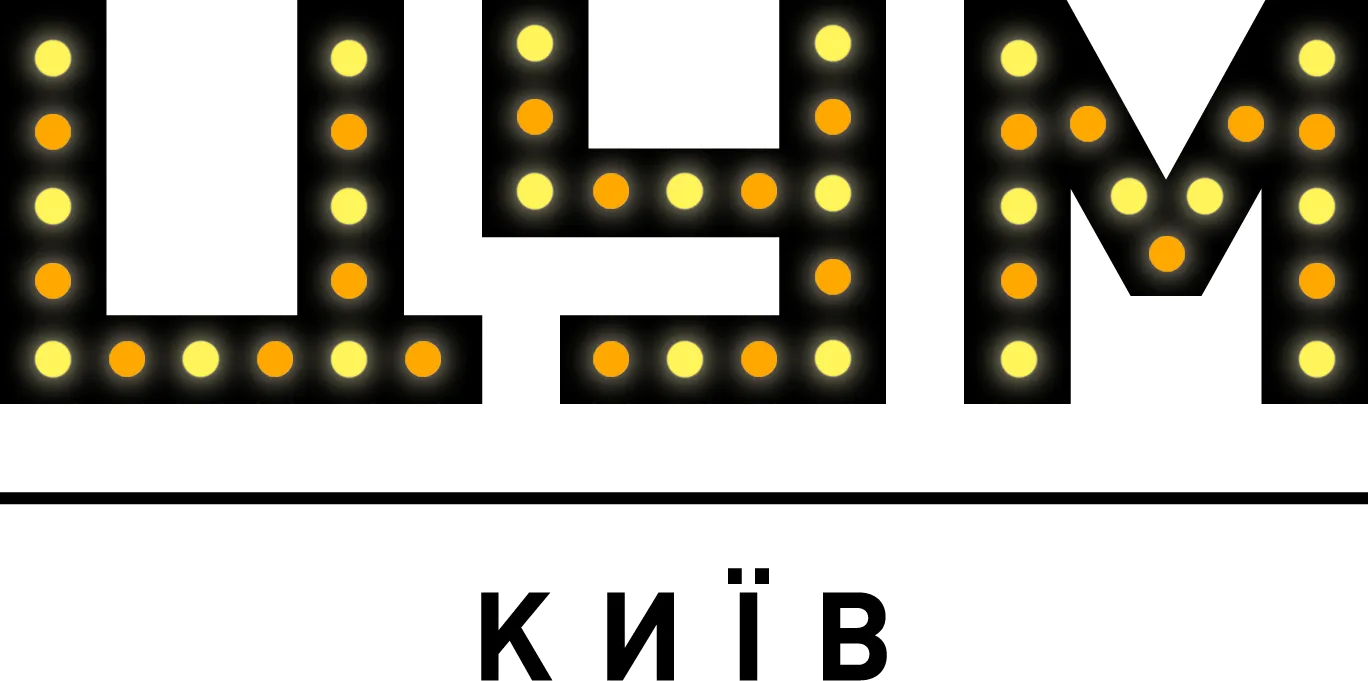
Logo du grand magasin.

Grand magasin universel central de Kyiv (ukrainien : Центральний універсальний магазин Київ) ou TsUM Kyiv (ukrainien : ЦУМ Київ) est le seul grand magasin de format classique en Ukraine. Il est situé à l'intersection des rues Bohdan Khmelnytsky et Khreshchatyk, au cœur de Kiev. Le bâtiment du grand magasin, de style art déco, a été construit entre 1936 et 1939. De 2012 à 2016, le bâtiment a été rénové tout en conservant la façade historique de 1939,.
Le grand magasin est un détaillant de premier plan dans les domaines de la mode, de la beauté, de la lingerie, du sport, des vêtements pour enfants et des jouets, des articles pour la maison et des cadeaux, de l'alimentation et des boissons, ainsi que des loisirs. Le TsUM compte 8 étages où sont présentés des vêtements pour femmes et hommes, des chaussures, des accessoires, des parfums, des cosmétiques décoratifs, des articles de sport, des articles pour enfants et pour la maison, un espace restauration avec des restaurants et des cafés, ainsi qu'un cinéma premium.

## Gestion
- 1943–1944 — Petro Chapko
- 1945 — Nile Monte
- 1946–1950 —Valentyna Doronina
- 1951–1959 — Fedir Zubachish
- 1959–1984 — Mykola Nalyvaiko
- 1984–2004 — Zinaida Lebid
- 2004–2009 — Svitlana Lytvynenko
- 2009–2016 — Olena Semenova, Iryna Ostapchuk, Mykola Krasnobaev
- 2016–2018 — Brian Poll Handly
- 2018–present — Yevhen Mamay

## Galerie

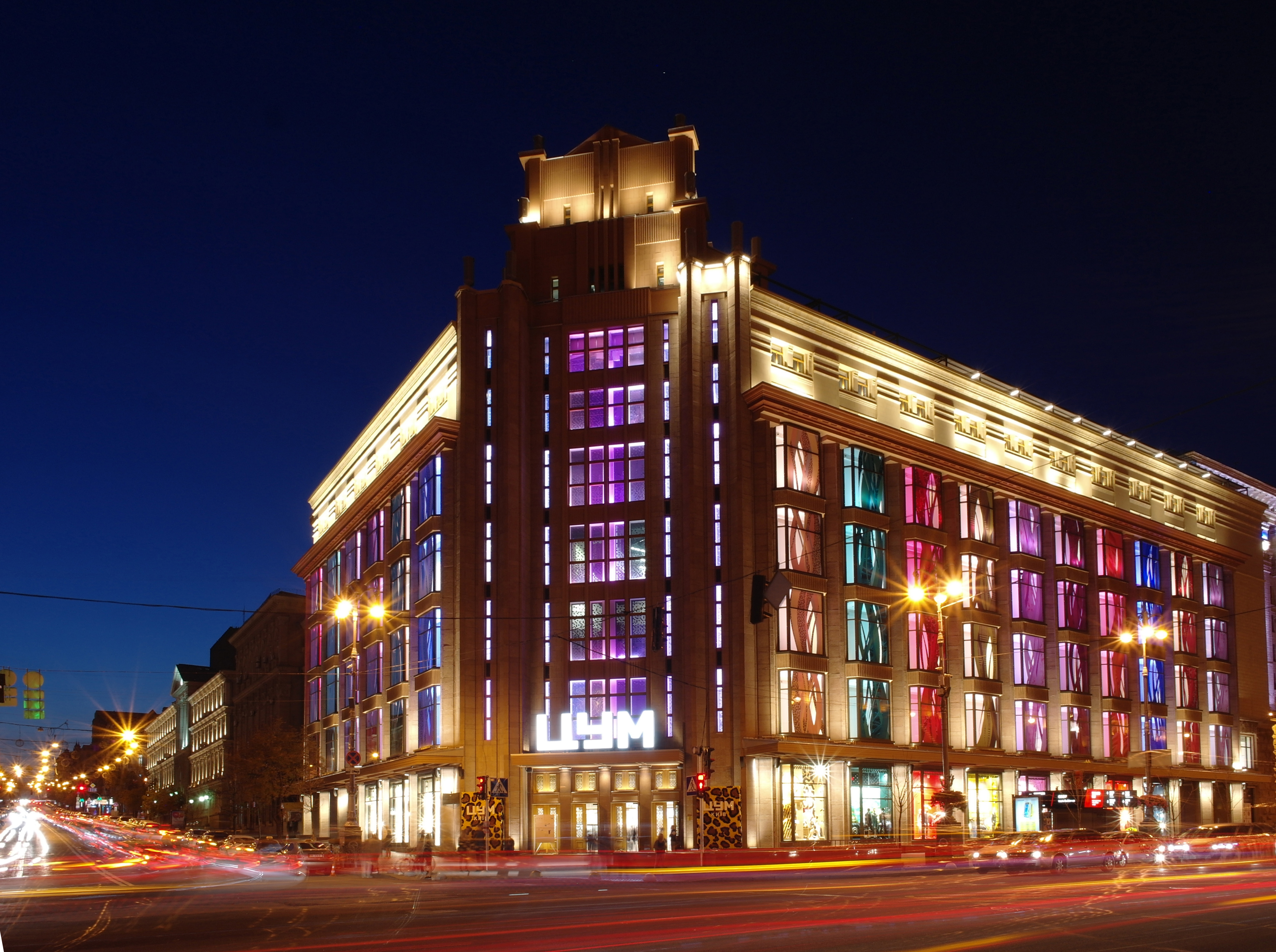
Vue nocturne.